# Telchinia cabira
Telchinia cabira is een vlinder uit de familie van de Nymphalidae. De wetenschappelijke naam van de soort is voor het eerst gepubliceerd in 1855 door Carl Heinrich Hopffer.

## Verspreiding
De soort komt voor in Congo Kinshasa, Oeganda, Kenia, Tanzania, Malawi, Zambia, Mozambique, Zimbabwe en Zuid-Afrika.

## Waardplanten
De rups leeft op:
- Lamiaceae
  - Dracocephalum
  - Lamium
- Malvaceae
  - Hermannia
  - Hibiscus
  - Triumfetta pilosa
  - Triumfetta rhomboidea
  - Triumfetta tomentosa.